# Pinilla Trasmonte
Pinilla Trasmonte település Spanyolországban, Burgos tartományban. Pinilla Trasmonte Santa María del Mercadillo, Villalbilla de Gumiel, Oquillas, Bahabón de Esgueva, Pineda Trasmonte, Cilleruelo de Arriba, Nebreda, Tejada és Ciruelos de Cervera községekkel határos. Lakosainak száma 161 fő (2024).

## Népesség
A település népessége az utóbbi években az alábbiak szerint változott:
| Lakosok száma | 224  | 214  | 202  | 198  | 196  | 182  | 171  | 171  | 165  | 161  |
|               | 2001 | 2004 | 2006 | 2009 | 2011 | 2014 | 2016 | 2019 | 2021 | 2024 |